# 東急目蒲線
目蒲線（めかません）は、かつて東京都品川区の目黒駅と大田区の蒲田駅との間を結んでいた東京急行電鉄（東急）の鉄道路線である。
東京急行電鉄の母体でもある目黒蒲田電鉄が最初に開業させた路線である。2000年8月6日に多摩川駅（同日、多摩川園駅から改称）を境に以下の路線に分割され、「目蒲線」という名称は消滅した。
系統名としての分割
- 目黒駅 - 多摩川駅 - 武蔵小杉駅：目黒線（分割と同時に武蔵小杉駅まで延伸。2008年6月22日に日吉駅まで延伸）
- 多摩川駅 - 蒲田駅：東急多摩川線

路線名としての分割
- 目黒駅 - 田園調布駅：目黒線
- 田園調布駅 - 多摩川駅：東横線複々線区間
- 多摩川駅 - 蒲田駅：東急多摩川線

## 路線データ
路線の分割直前のもの。
- 路線距離：12.9km
- 軌間：1067mm
- 駅数：15駅（起終点含む）
- 複線区間：全線
- 電化区間：全線（直流1500V）
- 閉塞方式：自動閉塞式

## 運行形態
目蒲線の最終運行日（2000年8月5日）時点のダイヤでは、すべての列車が各駅停車で運転されていた。原則として目黒駅 - 蒲田駅間の通し運転だが、朝と夜を中心に奥沢駅発着（田園調布 - 多摩川間の改良工事開始前までは朝に田園調布駅発着）の区間列車も存在した。朝は3分30秒間隔、日中は7分30秒間隔、夜は5分間隔で運転されていた。

## 歴史
1923年3月11日に目黒蒲田電鉄（目蒲電鉄）が目黒駅 - 丸子（現・沼部）駅間を開業させ、次いで同年11月1日に蒲田駅まで全通させた。この路線が後の東急目蒲線である。この年は9月に関東大震災があった直後であり、沿線には被災者が一時の住まいを求めて集まり、そのまま住みつく人も多かったため、原町、月光町、大岡山、洗足の人口が一挙に増え、目蒲電鉄は経営成績を順調に伸ばした。
また、池上電気鉄道（現・池上線）も目黒 - 蒲田間の路線を計画し、同年5月には一部区間を開通させていたが、目蒲電鉄の全通によって計画の変更を余儀なくされた。
当時の営団地下鉄南北線・都営地下鉄三田線との相互直通運転が2000年9月26日に開始されるのに伴い、同年8月6日に運転系統が分離され、目蒲線は目黒線と東急多摩川線の2路線に分割された。
- 1923年（大正12年）
  - 3月11日 目黒線として目黒駅 - 丸子駅（現、沼部駅）間 (8.3km) 開業。
  - 10月 目黒不動前駅を不動前駅に改称[4]。
  - 11月1日 蒲田線として丸子駅 -蒲田駅間 (4.9km) 開業（全通）。全通後は目黒線と統合し、目蒲線に改称。
- 1924年（大正13年）
  - 2月29日 丸子駅 - 武蔵新田駅間に鵜ノ木駅（現、鵜の木駅）開業[4]。
  - 5月2日 鵜ノ木駅 - 武蔵新田駅間に下丸子駅開業[4]。
  - 6月1日 小山駅を武蔵小山駅に、丸子駅を武蔵丸子駅に改称。
- 1925年（大正14年）10月12日 矢口駅（後の矢口渡駅） - 蒲田間に本門寺道駅開業[4]。
- 1926年（大正15年）1月1日 調布駅を田園調布駅に、多摩川駅を丸子多摩川駅に、武蔵丸子駅を沼部駅に改称[4]。
- 1928年（昭和3年）8月1日 武蔵小山駅 - 洗足駅間に西小山駅開業[4]。
- 1930年（昭和5年）5月21日 矢口駅を矢口渡駅に改称[4]。
- 1931年（昭和6年）1月1日 丸子多摩川駅を多摩川園前駅に改称[4]。
- 1936年（昭和11年）1月1日 本門寺道駅を道塚駅に改称[4]。
- 1945年（昭和20年）
  - 6月1日 矢口渡駅 - 道塚駅 - 蒲田駅間休止（1946年（昭和21年）廃止）。
  - 8月14日 矢口渡駅 - 蒲田駅間の新線開業。
- 1955年（昭和30年）11月15日 架線電圧を600Vから1500Vに昇圧[5]。
- 1963年（昭和38年）4月1日 保安度向上のため、ATSの前身となる車内警報装置を導入[6]。
- 1965年（昭和40年） 洗足駅を環七通りとの立体交差のため地下化。
- 1966年（昭和41年）1月20日 鵜ノ木駅を鵜の木駅に改称[4]。
- 1967年（昭和42年）4月1日 朝夕ラッシュ時の目黒 - 田園調布間区間列車にかぎり、4両編成での運転を開始[7]。
- 1969年（昭和44年）8月1日 さらなる保安度向上のため、ATS（東急ATS）を導入[6]。
- 1974年（昭和49年）11月 朝夕ラッシュ時の区間列車の4両編成運転を廃止、全列車3両編成に戻る[7]。
- 1977年（昭和52年）12月16日 多摩川園前駅を多摩川園駅に改称[4]。
- 1982年（昭和57年）11月30日 田園調布駅 - 武蔵新田駅間の荷物輸送を廃止[8][9]。
- 1989年（平成元年）
  - 3月18日 最後まで目蒲線に残っていた吊り掛け駆動方式の初代3000系列3両編成が運転を終了[10]。
  - 3月19日 初代7000系・7700系による4両編成運転が始まる[10]。東急鉄道全線の車両（営業用車両）がオールステンレスカーとなる[10]。最高速度が70km/hから85km/hに向上[11]。ホームが4両編成分に延伸できない鵜の木駅は、ドア非扱いを開始。
- 1994年（平成6年）11月27日 田園調布駅と多摩川園駅を地下化[12]。
- 1997年（平成9年）
  - 6月27日 大岡山駅地下化工事完成。
  - 7月27日 目黒駅地下化。
- 2000年（平成12年）
  - 8月4日 系統分離に先立ち、同日をもって4両編成運転を終了。
  - 8月6日 目黒線と東急多摩川線に分割[2]され、目蒲線が消滅。多摩川園駅を多摩川駅に改称。

## 使用車両
- デハ1号形・デハ6号形→モハ1形
- 3000系（初代）
  - デハ1350形（デハ1366）[13]
  - デハ1400形・クハ1550形（デハ1401・クハ1553・1554）[13]
- デハ1100形[14]（1943年 - 1946年の短期間[14]）
- 5000系（初代）
- 5200系
- 初代6000系（1967年 - 1974年）
- 7000系（初代）
- 7200系
- 7600系
- 7700系
- 1000系

## 駅一覧
東急目蒲線の最終運行日（2000年8月5日）時点の停車駅とその接続路線を記述する。現在の各停車駅の接続路線については「東急目黒線」・「東急多摩川線」の項を参照。全駅東京都内に所在。
| 駅名       | 駅間キロ | 累計キロ | 接続路線・備考                                                                 | 所在地   |
| ---------- | -------- | -------- | ------------------------------------------------------------------------------ | -------- |
| 目黒駅     | -        | 0.0      | 東日本旅客鉄道：■山手線                                                        | 品川区   |
| 不動前駅   | 1.0      | 1.0      |                                                                                | 品川区   |
| 武蔵小山駅 | 0.9      | 1.9      |                                                                                | 品川区   |
| 西小山駅   | 0.7      | 2.6      |                                                                                | 品川区   |
| 洗足駅     | 0.7      | 3.3      |                                                                                | 目黒区   |
| 大岡山駅   | 1.0      | 4.3      | 東京急行電鉄：■大井町線                                                        | 大田区   |
| 奥沢駅     | 1.2      | 5.5      |                                                                                | 世田谷区 |
| 田園調布駅 | 1.0      | 6.5      | 東京急行電鉄：■東横線（自由が丘・渋谷方面、菊名・横浜・桜木町方面 急行・各停） | 大田区   |
| 多摩川園駅 | 0.8      | 7.3      | 東京急行電鉄：■東横線（菊名・横浜・桜木町方面 各停）                           | 大田区   |
| 沼部駅     | 0.9      | 8.2      |                                                                                | 大田区   |
| 鵜の木駅   | 1.1      | 9.3      | ※4両編成時、目黒寄りの1両は締切扱い。                                          | 大田区   |
| 下丸子駅   | 0.6      | 9.9      |                                                                                | 大田区   |
| 武蔵新田駅 | 0.8      | 10.7     |                                                                                | 大田区   |
| 矢口渡駅   | 0.9      | 11.6     |                                                                                | 大田区   |
| 蒲田駅     | 1.3      | 12.9     | 東京急行電鉄：■池上線 東日本旅客鉄道：■京浜東北線                              | 大田区   |

### 廃駅
多摩川駅（初代）（多摩川駅 - 沼部駅間）
1923年（大正12年）3月11日に開業し、1926年（大正15年）1月1日に現在の場所に移転したことにより廃止された。
道塚駅（矢口渡駅 - 蒲田駅間）
1925年（大正14年）10月12日に本門寺道駅として開業し、1936年（昭和11年）に道塚駅に改称され、1946年（昭和21年）5月31日に廃止された。

## 東急目蒲線を題材にした作品
目蒲線物語（おおくぼ良太）
「ぼくの名前は目蒲線〜」というフレーズで知られ、擬人化した目蒲線の視点から、1980年代の目蒲線のローカルっぷりをコミカルに唄う。東京近辺をモチーフにした「本編」と本当の親などの設定が北海道・九州に広がる「全国篇」、さらに「糸井重里篇」「大島渚篇」が存在する。
「本編」は1983年にシングル（発売：ビクター音楽産業、規格品番：SV-7283）として発売。「全国篇」はシングル「週刊TVガイド物語」（発売：ビクター音楽産業、規格品番：SV-7308）B面に収録。
文化放送のナイターシーズンオフ番組「竹内靖夫の電リク・ハローパーティー」で、シーズンごとに1回だけこの曲をかけることが恒例であった。
目蒲線の女（歌：日吉ミミ）
沿線のゲームメーカーナムコ（後のバンダイナムコエンターテインメント）のゲーム作品「リブルラブル」に登場する楽曲をアレンジした、歌謡曲風のコミックソング。アルバム『ビデオ・ゲーム・グラフィティ』（発売：ビクター音楽産業）収録曲。歌詞には目蒲線の駅名が多数登場し、地下化される前の田園調布駅を目蒲線に乗って通過する女が目撃したホーム上の光景から、破局を迎える男女の別れが歌われている。

## その他
現在は多摩川駅で目黒線と東急多摩川線に系統分離されているが、かつても似たような運行形態をとっていた時期があった。1926年（大正15年）2月14日に東京横浜電鉄（後の東横線）の丸子多摩川駅（後の多摩川駅） - 神奈川駅（廃止）間が開業すると、 目黒駅- 神奈川駅間の直通運転が実施された。これに伴い、丸子多摩川駅 - 蒲田駅間は折り返し運転となった。1927年（昭和2年）8月28日に東京横浜電鉄が渋谷駅まで全通したことで、運行形態は元に戻った。